# Pouya Idani
Pouya Idani (persisch پویا ایدنی; * 22. September 1995 in Ahvaz) ist ein iranischer Schachspieler.
Im Jahre 2013 gewann er die Jugendweltmeisterschaft U18 in al-Ain, bei der U16-WM 2011 in Caldas Novas war er hinter Jorge Cori Zweiter geworden. Er spielte für den Iran bei drei Schacholympiaden: 2012, 2014 und 2018. Beim Schach-Weltpokal 2015 scheiterte er in der ersten Runde an Şəhriyar Məmmədyarov.
In der spanischen División de Honor (Schach) 2019 spielte er für CA GranDama Santa Lucia.
Im Jahre 2011 wurde ihm der Titel Internationaler Meister (IM) verliehen, 2014 der Titel Großmeister (GM).
| Hier fehlt eine Grafik, die leider im Moment aus technischen Gründen nicht angezeigt werden kann. Wir arbeiten daran! |